# 鹿城区
鹿城区（ろくじょう-く）は中華人民共和国浙江省温州市に位置する市轄区。

## 行政区画
- 街道：五馬街道、七都街道、浜江街道、南匯街道、松台街道、双嶼街道、仰義街道、大南街道、蒲鞋市街道、南郊街道、広化街道、豊門街道
- 鎮：藤橋鎮、山福鎮

## 施設等
- 妙果寺
- 江心寺